# Conjunt d'elèctrodes de membrana

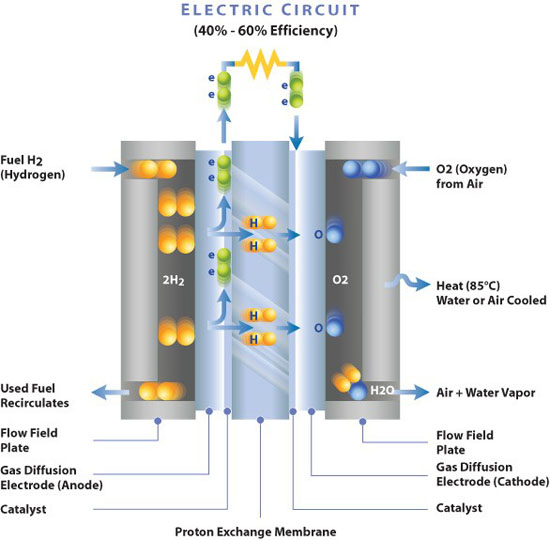
Reacció electroquímica Diagrama de PEM MEA

Un conjunt d'elèctrodes de membrana (MEA) és una pila assemblada de membranes d'intercanvi de protons (PEM) o membrana d'intercanvi d'anions alcalines (AAEM), catalitzador i elèctrode de placa plana utilitzats en piles de combustible i electròlitzadors.

## PEM-MEA
El PEM es troba entre dos elèctrodes que tenen el catalitzador incrustat. Els elèctrodes estan aïllats elèctricament els uns dels altres pel PEM. Aquests dos elèctrodes formen l'ànode i el càtode respectivament.
El PEM és normalment una barrera aïllant elèctrica permeable a protons de fluoropolímer (PFSA). Actualment s'estan desenvolupant variants d'hidrocarburs i s'espera que tinguin èxit als fluoropolímers. Aquesta barrera permet el transport dels protons des de l'ànode fins al càtode a través de la membrana, però obliga els electrons a viatjar per un camí conductor fins al càtode. Els Nafion PEM més utilitzats són Nafion XL, 112, 115, 117 i 1110.

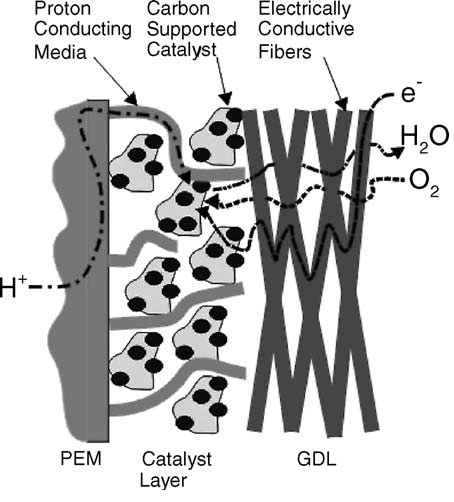
Transport de Gasos, p+ i e- en PEMFC

Els elèctrodes es pressionen amb calor sobre el PEM. Els materials utilitzats habitualment per a aquests elèctrodes són tela de carboni o papers de fibra de carboni. NuVant produeix un drap de carboni anomenat ELAT que maximitza el transport de gas al PEM i allunya el vapor d'aigua del PEM. La incrustació d'ELAT amb un catalitzador de metall noble permet que aquest drap de carboni també actuï com a elèctrode. També existeixen molts altres mètodes i procediments diferents per a la producció de MEA que són força similars entre les piles de combustible i els electròlitzadors.
El platí és un dels catalitzadors més utilitzats, però també s'utilitzen altres metalls del grup del platí. El ruteni i el platí s'utilitzen sovint junts, si el monòxid de carboni (CO) és un producte de la reacció electroquímica, ja que el CO enverina el PEM i afecta l'eficiència de la pila de combustible. A causa de l'alt cost d'aquests i d'altres materials similars, s'està duent a terme investigacions per desenvolupar catalitzadors que utilitzen materials de menor cost, ja que els alts costos segueixen sent un factor obstaculitzador en l'acceptació econòmica generalitzada de la tecnologia de les piles de combustible.
La vida útil actual és de 7.300 hores en condicions de cicle, alhora que es redueix la càrrega de metall del grup de platí a 0,2 mg/cm2.

## Producció
En aquest moment, la majoria de les empreses que fabriquen MEA s'especialitzen únicament en la producció de grans volums, com ara WL Gore & Associates, Johnson Matthey i 3M. Tanmateix, hi ha altres empreses que produeixen MEA, que permeten també avaluar diferents formes, catalitzadors o membranes, que inclouen Fuel Cell Store, FuelCellsEtc i moltes altres.